# لاري بورتون
لاري بورتون (بالإنجليزية: Larry Burton)‏ هو عداء سريع أمريكي، ولد في 15 ديسمبر 1951 في Northampton (Hampton, Virginia) ‏ في الولايات المتحدة.

## وصلات خارجية
- لاري بورتون على موقع مرجع كرة القدم المحترفة.كوم (الإنجليزية)
- لاري بورتون على موقع كلية كرة القدم في سبورتس رفرنس.كوم (الإنجليزية)
- لاري بورتون على موقع أوليمبيديا (الإنجليزية)